# Bilyj Bars Brovary
Bilyj Bars Brovary (uk: Білий Барс Бровари) je hokejový klub z Brovar, který hraje Ukrajinskou ligu ledního hokeje. Klub byl založen v roce 2007. Domovským stadionem je Ice Arena TEC Terminal.

## Vítězství
- IHFU Federation Cup - 2008

## Bývalé názvy
- 2007 - Bars Brovary
- 2008 - Bilyj Bars Brovary